# 岩永裕吉

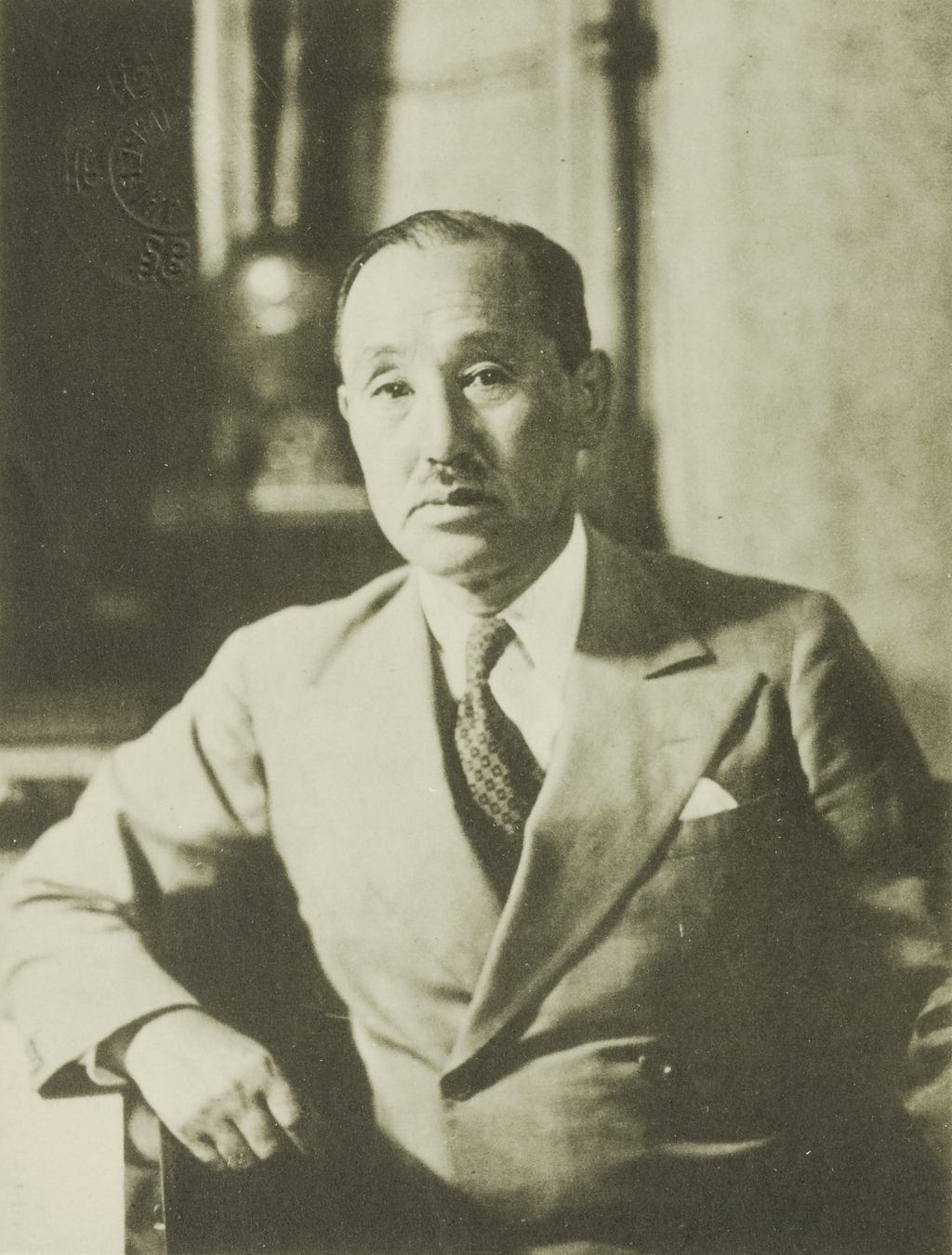
岩永裕吉

岩永 裕吉（いわなが ゆうきち 、1883年（明治16年）9月13日 - 1939年（昭和14年）9月2日）は、社団法人の同盟通信社初代社長を務めた通信事業経営者。

## 経歴
東京市神田区駿河台に内務省衛生局局長（勅任局長）長與專齋の四男（第6子）として出生する。7歳で母方の叔父に当たる岩永省一の養子となり、正則中学などを経て旧制第一高等学校を卒業する。1909年に京都帝国大学法科大学を卒業すると、内務省衛生局で父の部下だった後藤新平のコネで南満州鉄道株式会社に就職したが（1911年）、1917年に鉄道院へ移り後藤総裁（寺内内閣内相と兼任）の秘書官、次いで同院参事・文書課長となる。翌年、寺内内閣が総辞職すると鉄道院を退官して渡米、さらに新渡戸稲造や鶴見祐輔らとヨーロッパを訪問する。
帰国後の1920年に個人事務所を開き、国際交流を目的とした「岩永通信」を発行し、翌年には通信社の「国際通信社」（国通）に迎えられ理事・専務理事を歴任する。1924年にはロイター社と最初の対外自主頒布権の交渉を行った。国通は1926年に他の通信社と共に新聞組合「日本新聞聯合社」（聯合）を創立するが、創立にあたって岩永は専務理事となり、東川嘉一・古野伊之助をそれぞれ西部・東部の管区支配人とする。聯合は1928年に内信を開始したことにより報道合戦では一応の成果を挙げたが財政的な負担が大きくなり、合併した旧東方系との内訌が起きて伊達源一郎が座間、徳永らと退社する内紛を招いた。1933年にはAP通信の支配人だったケント・クーパーと通信自主権の確立に成功するが、その一方で満州事変の際には関東軍首脳部に満蒙通信社論を送っている。
1936年に社団法人同盟通信社が設立されると初代社長となり、1938年12月9日には貴族院議員に勅選されたが、第二次世界大戦勃発の翌日1939年9月2日に保養先の長野県軽井沢町で狭心症のため死去した。墓所は多磨霊園。

## 人物
- 同盟通信社の初代社長を務めたが、社団法人の通信社設立は経済的に全く見返りのない仕事であり、岩永は己の私財の多くを散じて「日本の主張を世界に発信する」という大義に生きた。
- 柔道4段。
- 新渡戸稲造の門下生で鶴見祐輔、前田多門、田島道治とともに「新渡戸四天王」といわれ、牛場友彦、松本重治、松方三郎の兄貴分であった。「同盟」の対外的な信頼を守るために常に意を用いている。後年、コンビを組んできた古野伊之助が白鳥敏夫や鈴木貞一と密接な関係にあった点は不満だったらしい。
- 岩永の死後、古野伊之助が同盟の2代目社長となる。1945年、敗戦に伴う解体を予測した策士の古野は、同盟を自ら共同通信社、時事通信社に分割、「不死鳥、火に入る」と名言を残す。共同は一般報道部門など、時事は経済報道部門の通信社である。
- 中国の五四運動のさい、日本の天皇制批判をしたジョン・デューイに怒り、わざわざ会いに行って数時間の激論を交わした。後にこのときの経験を「デューイ教授と会う」という論文にまとめたが、岩永はデューイに好感を持ったという[3]。

## 親族
実父は長與專齋。実母の園子は大村藩士・後藤多仲の長女。養父の岩永省一は母方の叔父。養母の郷子は京都の絵師山本梅逸の娘。
兄弟に長兄長與稱吉、二兄長與程三、三兄長與又郎、末子（第8子）の五男長與善郎。姉の保子は松方正義の長男・松方巌の妻。
妻の鈴子は、獣医学者で東京帝国大教授・田中宏の娘で田中良 (美術家)の妹、裕吉の死後1年余りで後を追った。子に共同通信専務理事で「日本アラブ記者会」を発足した岩永信吉（1912年 - 1982年）。